# Aeneas (Roussel)
Pour les articles homonymes, voir Énée.
Aeneas est un ballet pour chœur et orchestre composé par Albert Roussel d'après le mythe d'Énée, sur un livret de Joseph Weterings (en) d'après Virgile, en 1935. 
L'œuvre est dédiée à la mémoire de Henry Le Bœuf.

## Mouvements
1. Prélude
2. Introduction - Danse des ombres
3. Les épreuves d'Aeneas - La solitude
4. Apparition de la Sibylle
5. Les joies funestes
6. Danse de Didon - Les amours tragiques
7. Danse guerrière - Le passé
8. Danse d'Enée
9. Hymne final, Le peuple Romain